# Pasarela Simone de Beauvoir
La pasarela Simone de Beauvoir (en francés:Passerelle Simone-de-Beauvoir) es el puente número 37 de la ciudad de París sobre el río Sena. Se encuentra entre los puentes de Bercy y de Tolbiac y une el XII Distrito de París con el XIII. Inicialmente y hasta su inauguración oficial en 2006 fue conocida como Paserelle Bercy-Tolbiac.

## Características
El puente conecta la biblioteca François Mitterrand con el parque de Bercy. El diseño es del arquitecto Dietmar Feichtinger.
Fabricada en la planta de Eiffel en Alsacia, la pieza central fue transportada por los canales del mar del norte, la mancha y diversos ríos. Su instalación definitiva se terminó en enero de 2006.
La pasarela constituye una estructura lenticular.

## Historia
El proyecto se inicia en 2003 con la puesta en marcha de un concurso internacional de arquitectura para definir el diseño.
En 2005 Bertrand Delanoë, alcalde de la ciudad propuso bautizar la obra como «passerelle Simone de Beauvoir». El 13 de julio de 2006 la pasarela es inaugurada bajo ese nombre.